# Biane (architecture)
Pour les articles homonymes, voir Biane.

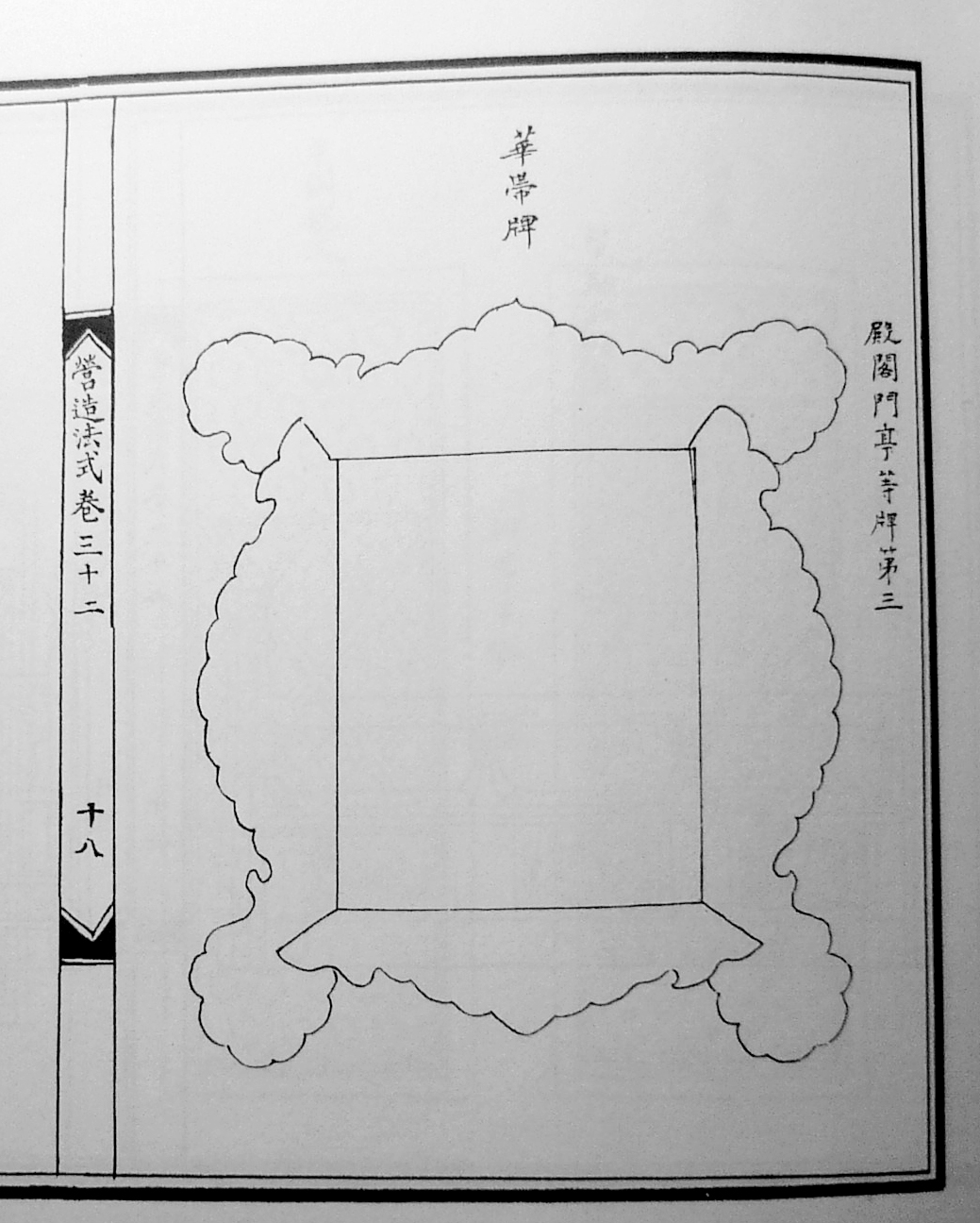
schéma d'un biane

Un biane (chinois simplifié : 匾额 ; chinois traditionnel : 匾額 ; pinyin : biǎné ou 扁额 / 扁額, biǎné), hengaku (du japonais 扁額 (hengaku), ou encore hyeonpan (coréen : 현판, 懸板), est un élément décoratif de l'architecture chinoise, que l'on trouve en Chine, mais également en Corée, Japon et Vietnam, constitué d'un panneau sur lequel sont inscrits des caractères chinois, ou dans certains cas également mandchou ou autres écritures locales. Il peut être placé au dessus d'une porte ou d'un trône.

## Chine

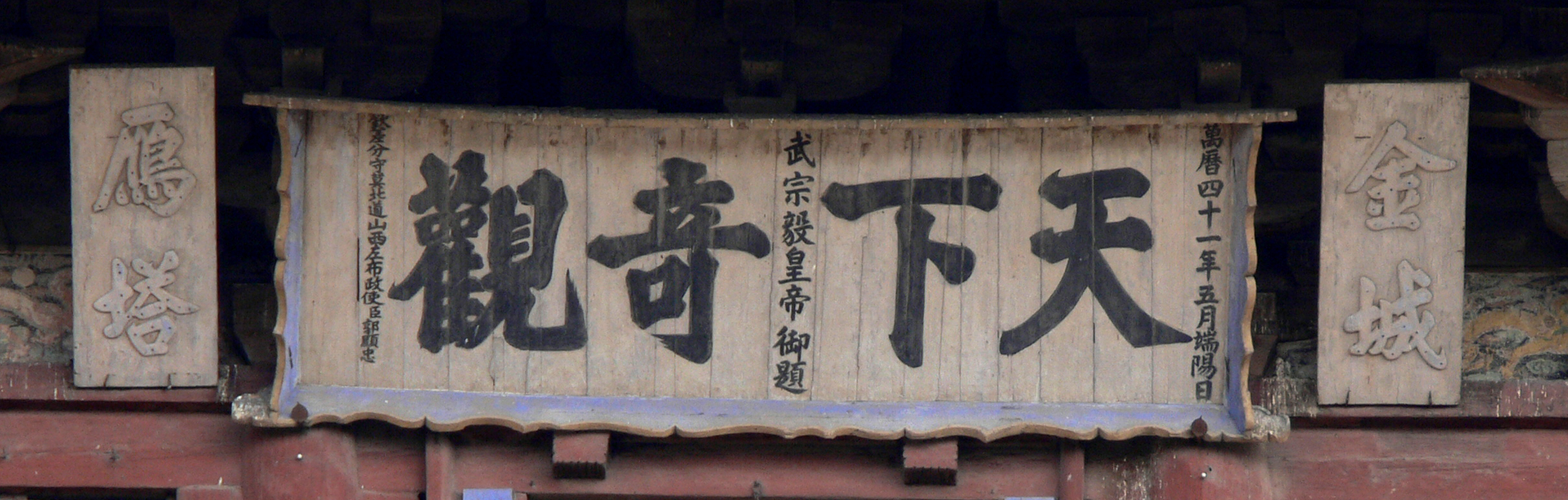
panneau du règne de Ming Wuzong de la dynastie Ming
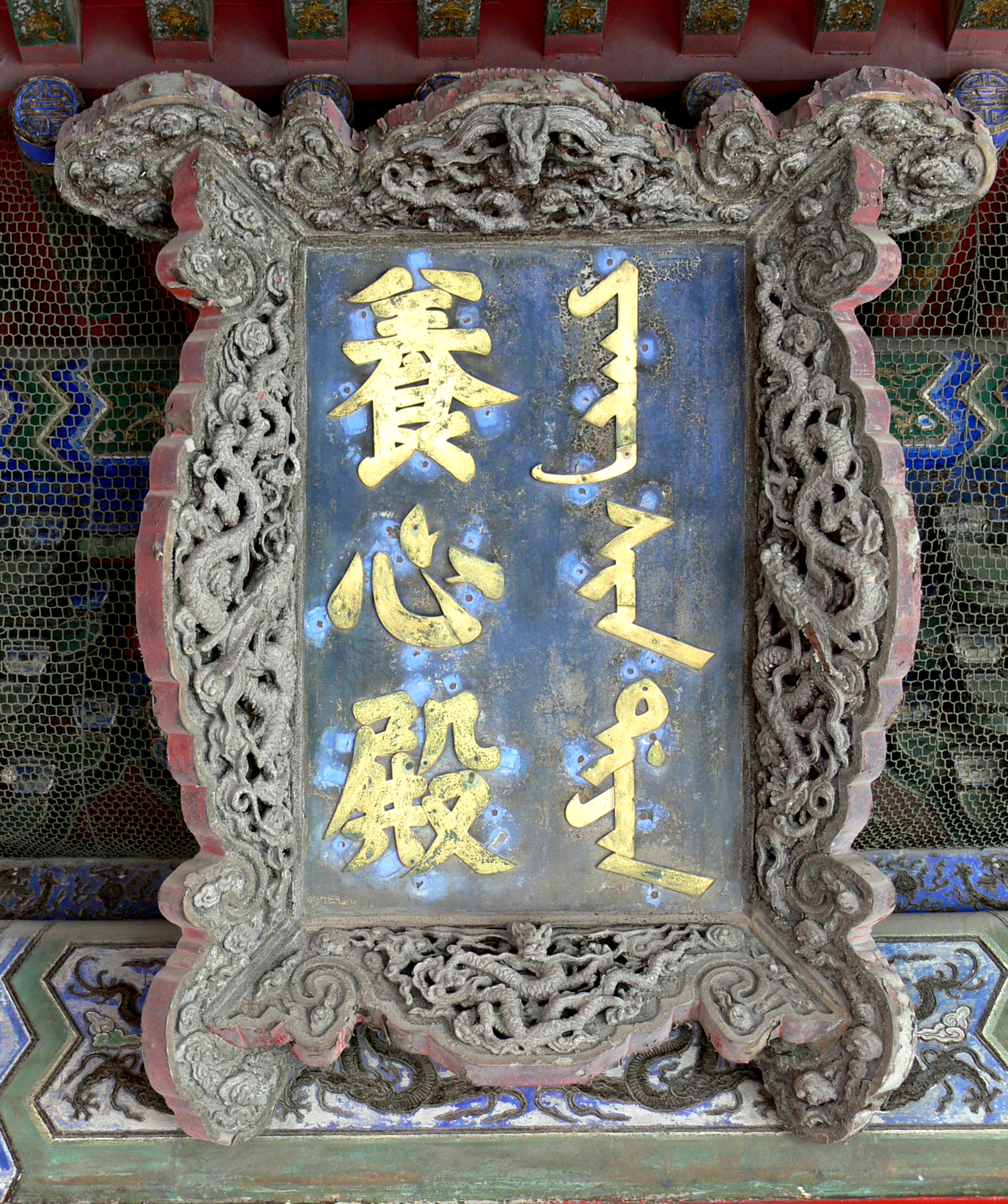
biane en chinois et mandchou, de la dynastie Qing, à la cité interdite
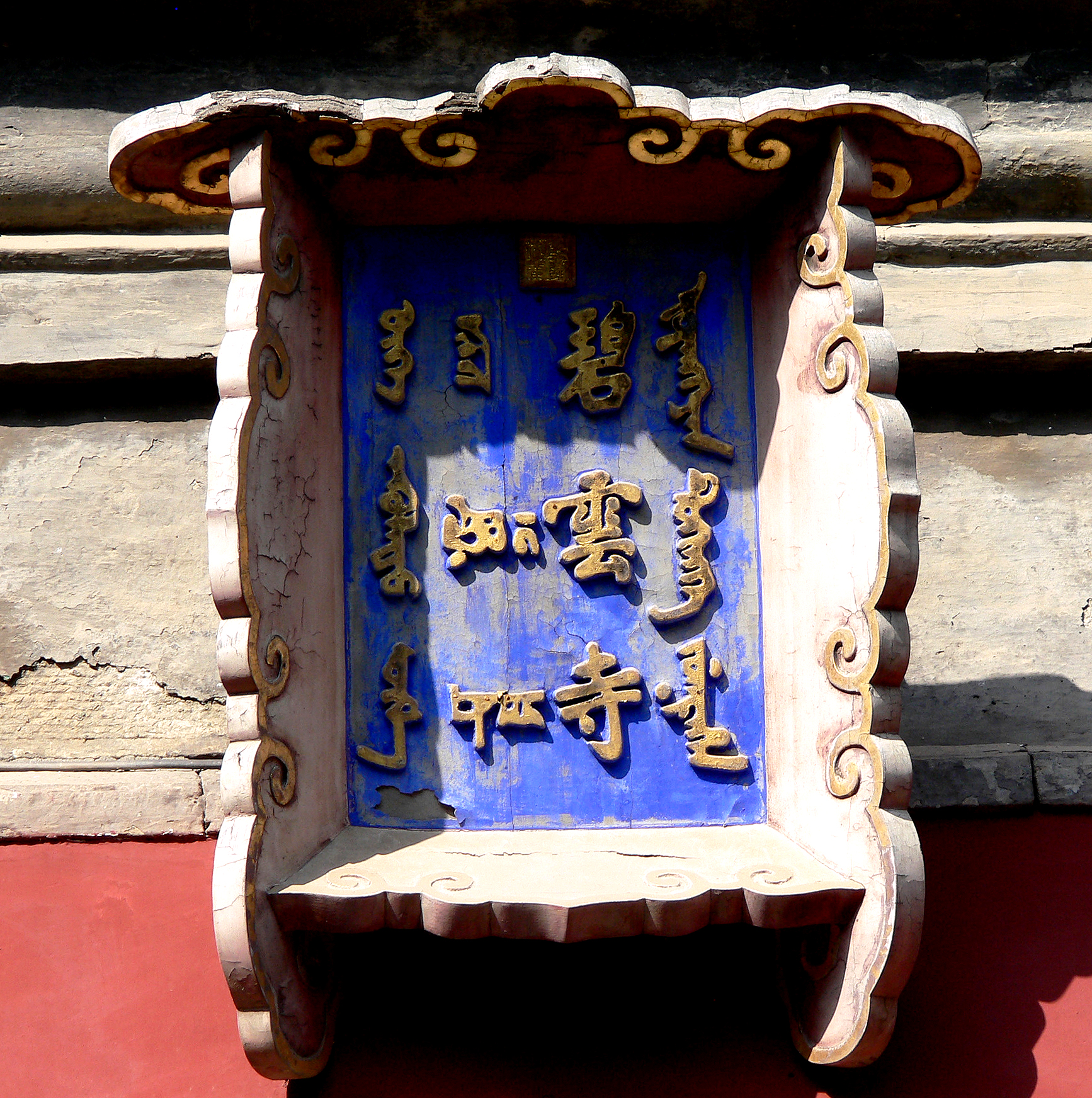
biane en mongol bichig, tibétain, chinois et mandchou au temple Biyun de Pékin.

## Corée

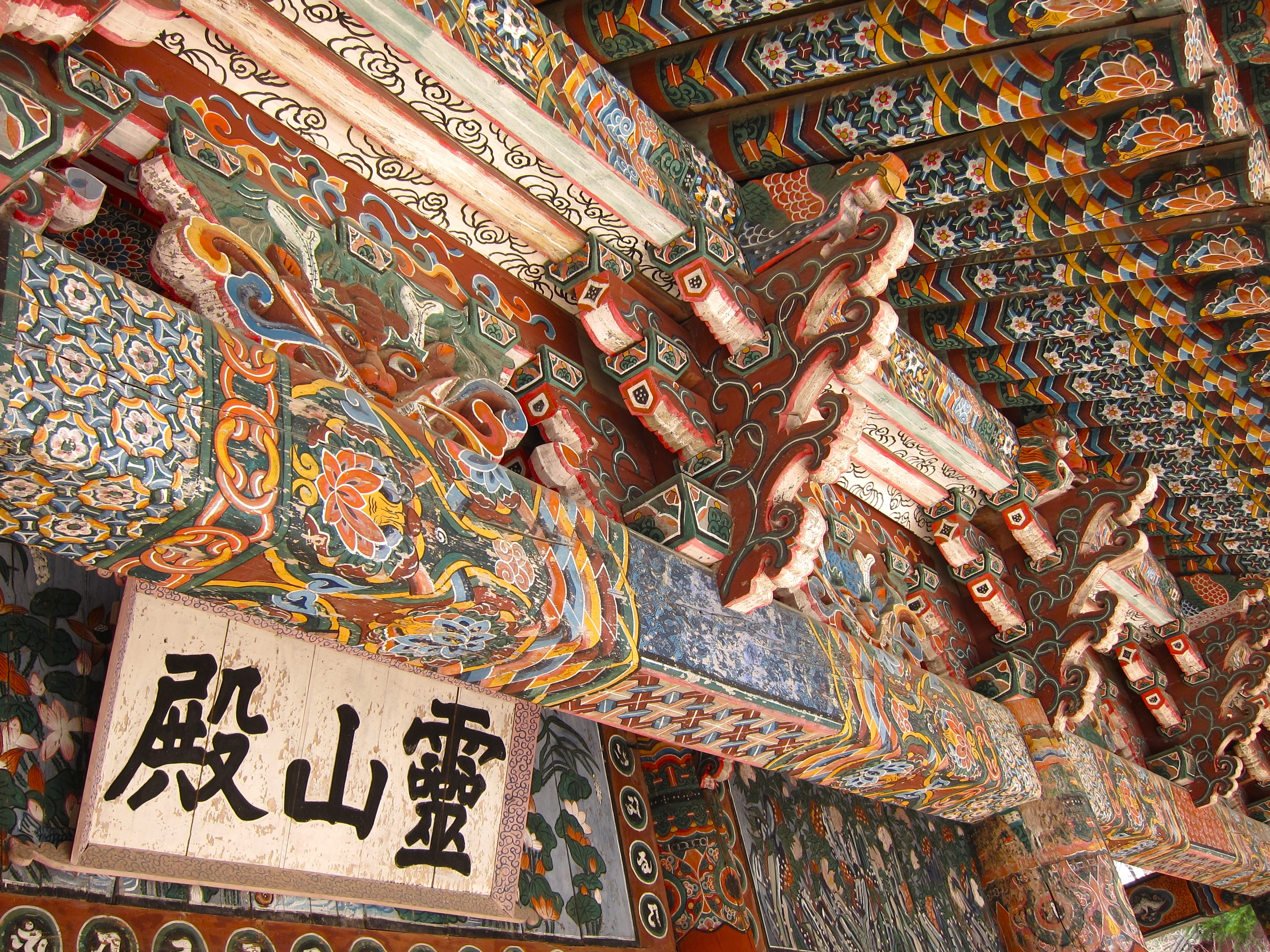
Pohyonsa, Pyongan du Nord, Corée du Nord.
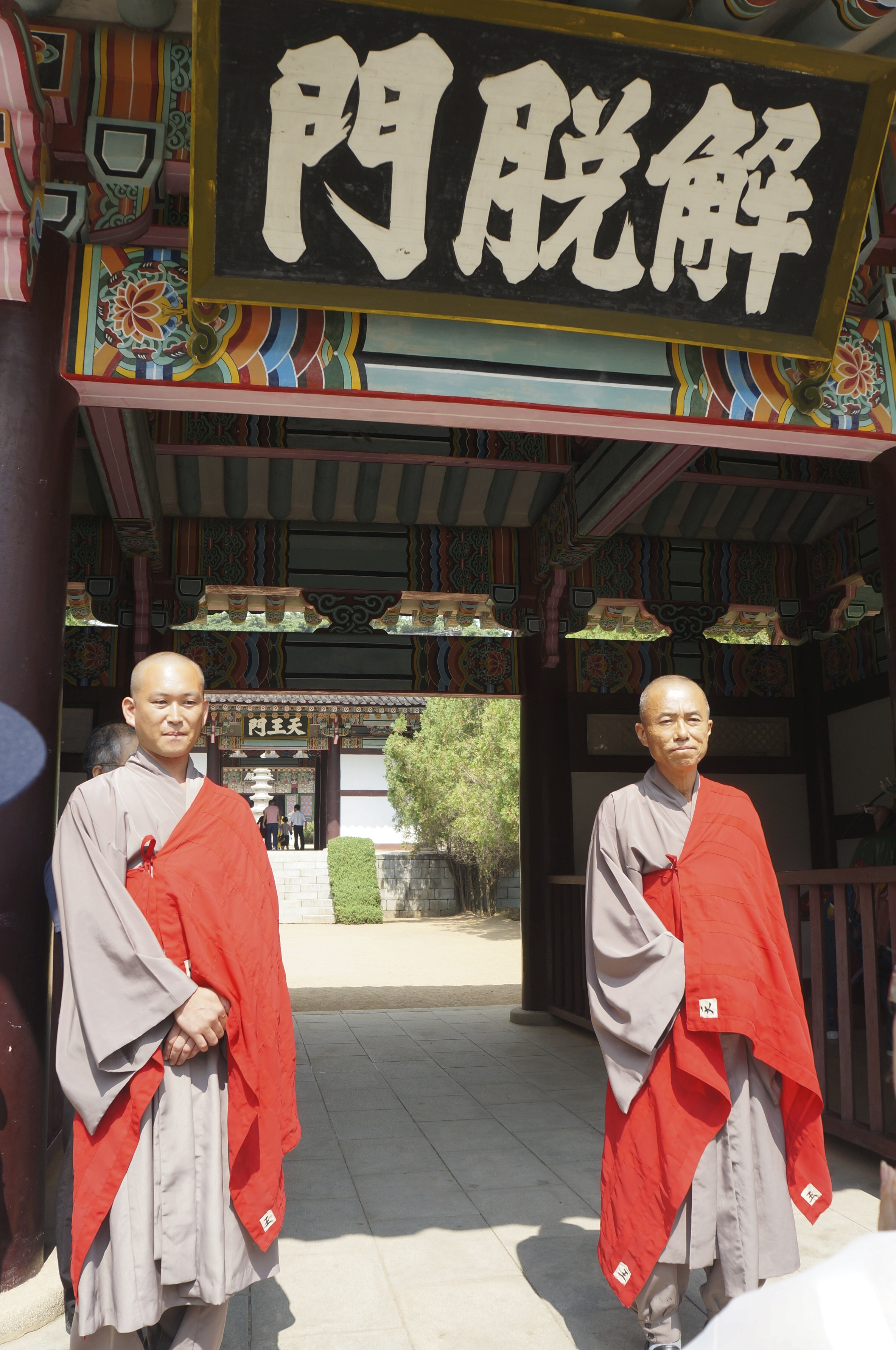
Kwangbopsa, Pyongyang, Corée du Nord.
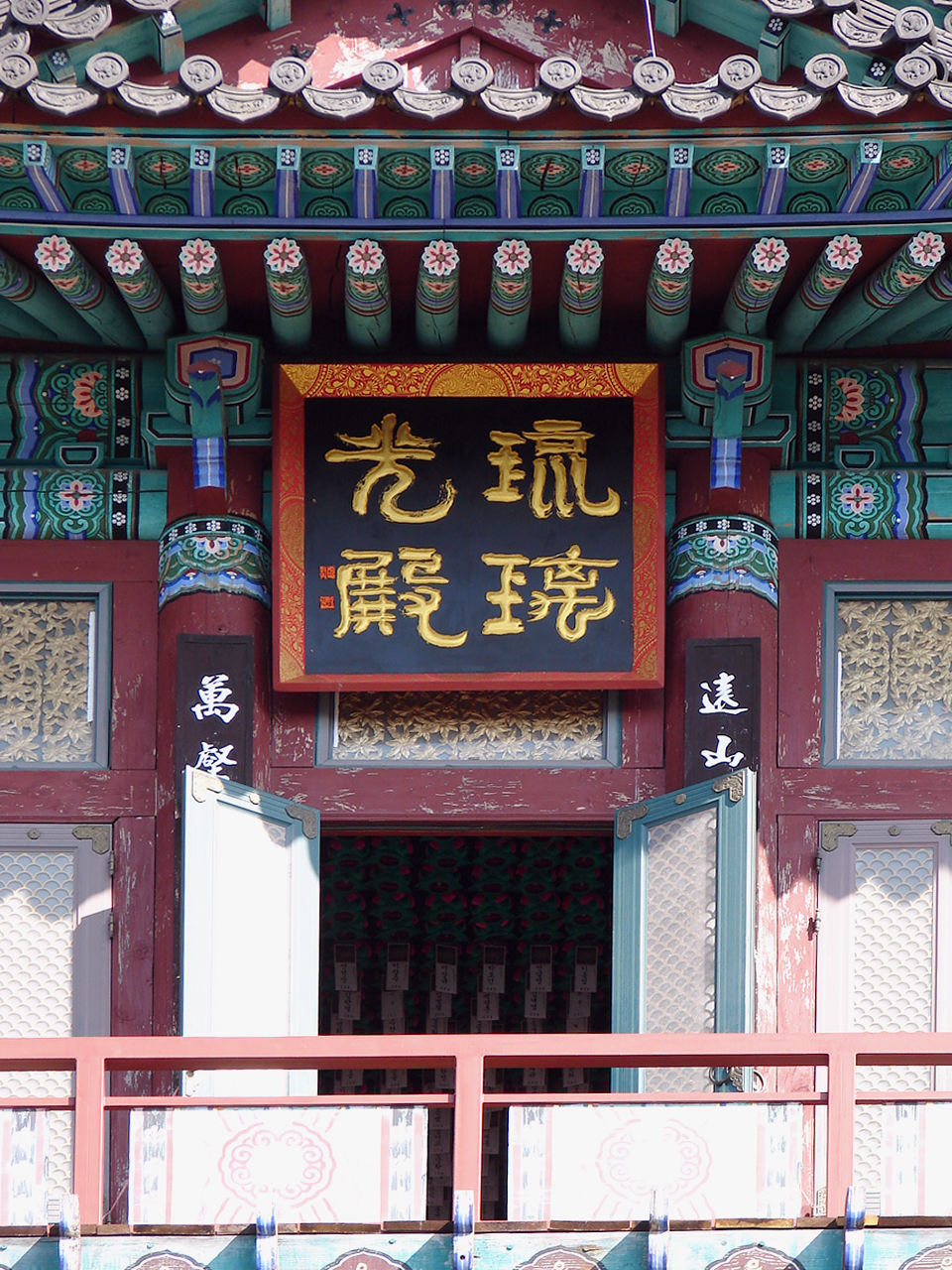
Saseongam (ko) (四聖庵), Corée du Sud.
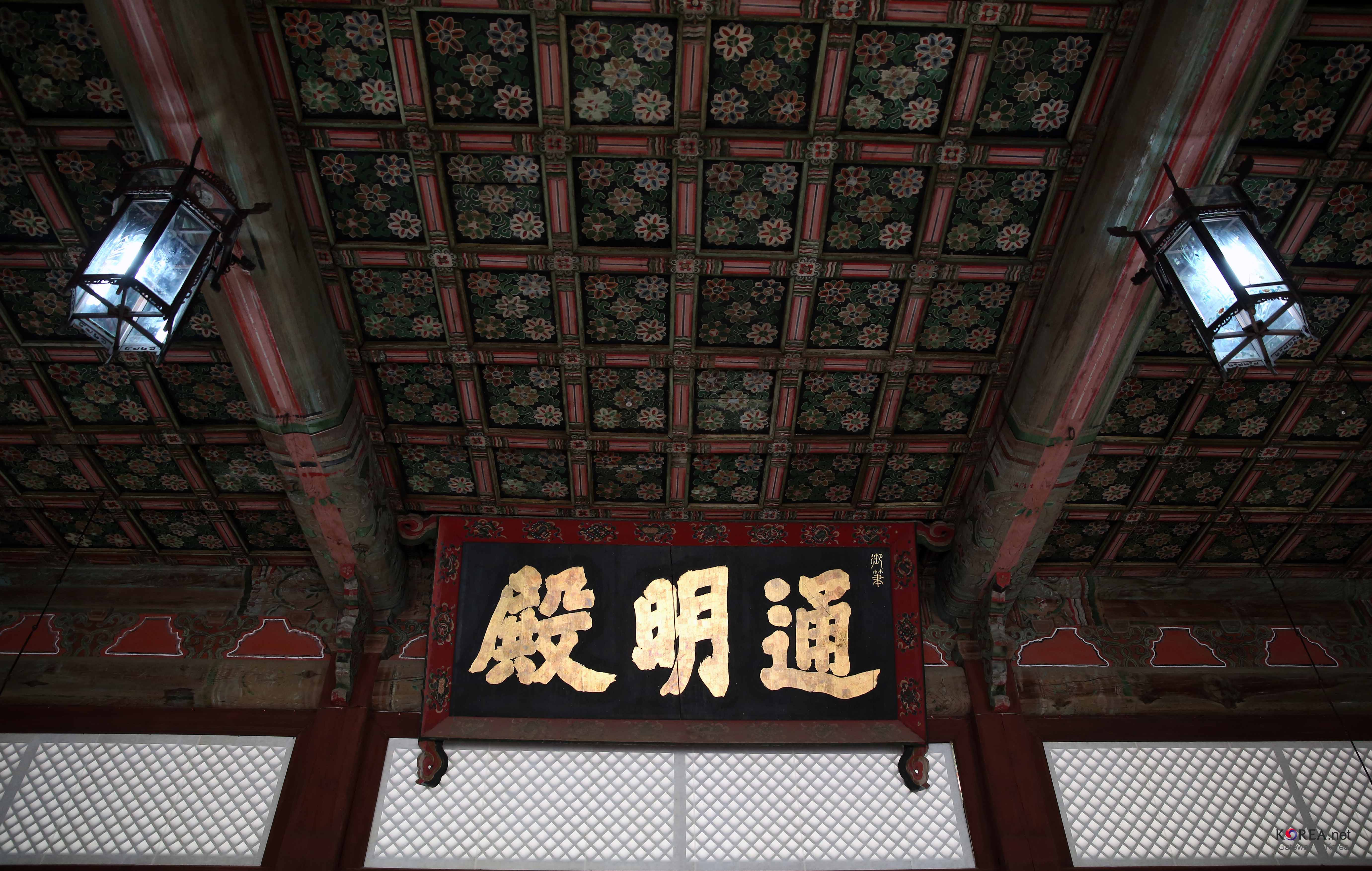
Changgyeonggung, Corée du Sud.

## Japon

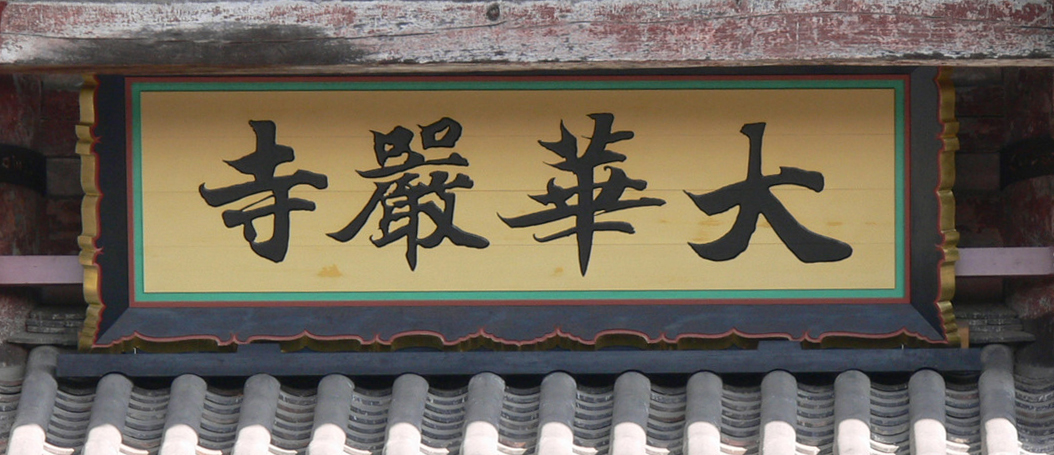
大華嚴寺

### Ryūkyū

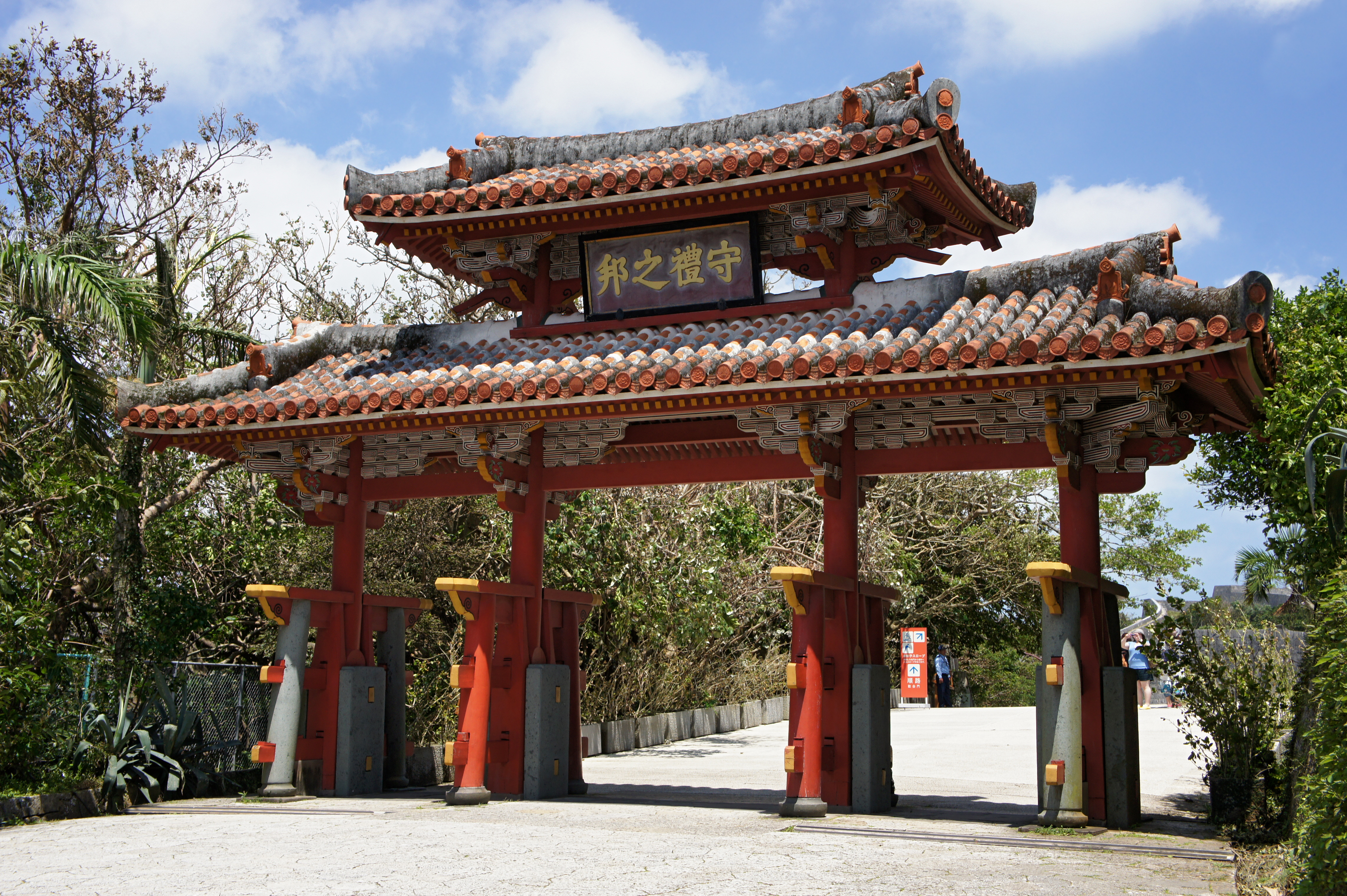
Shureimon, paifang du château de Shuri, Naha, île d'Okinawa.
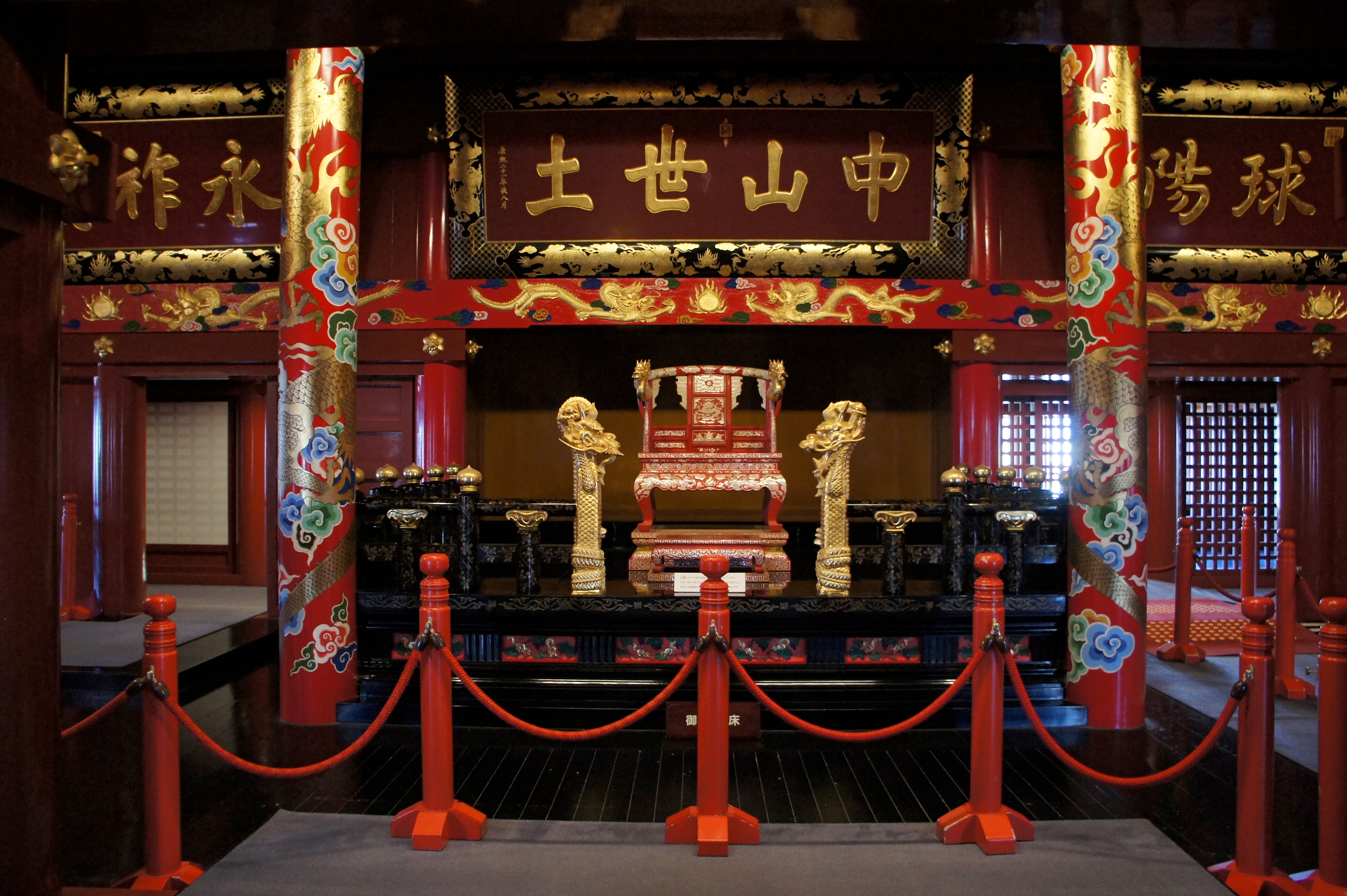
hengaku au dessus du trône du roi de Ryūkyū au château de Shuri, Naha

## Mongolie

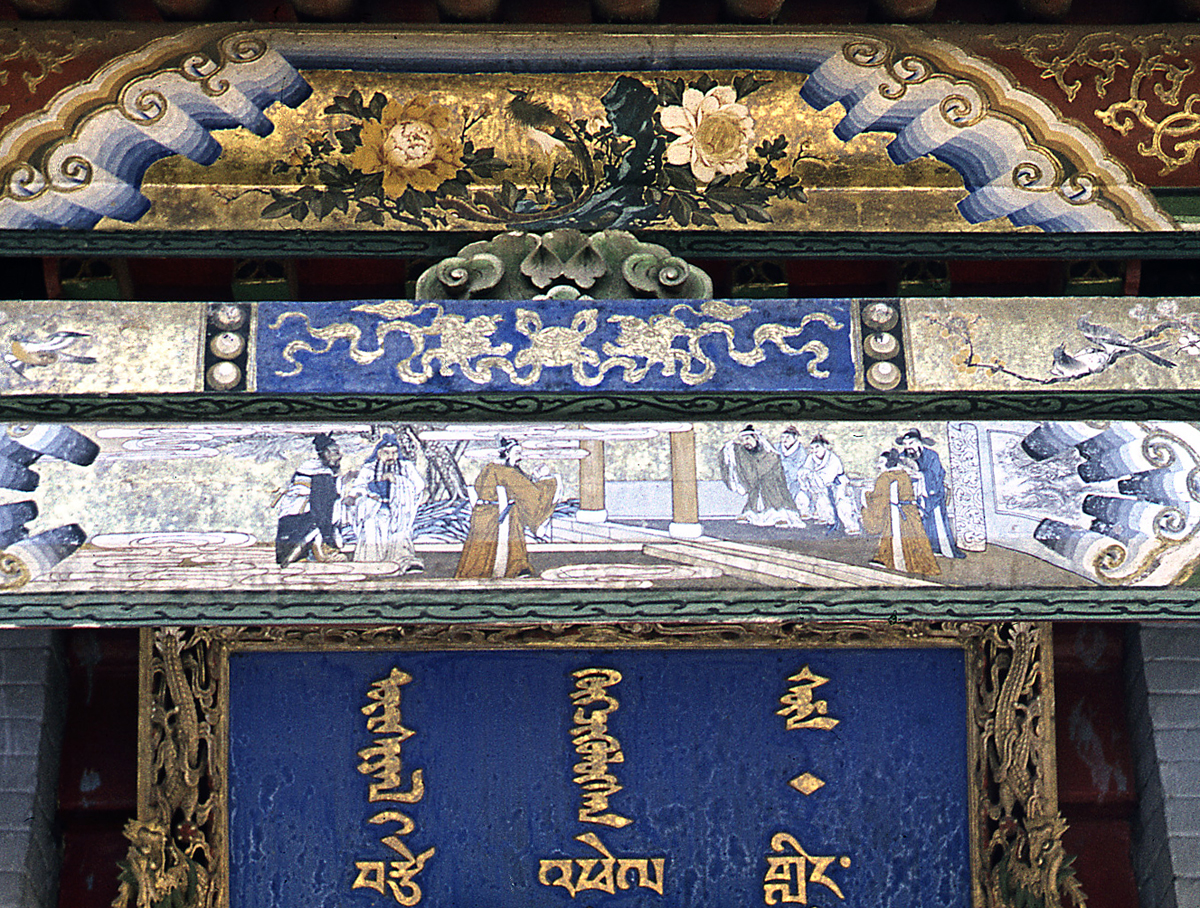
Inscriptions en mongol et tibétain au Monastère de Gandantegchinlin, Ulan Bator

## Vietnam

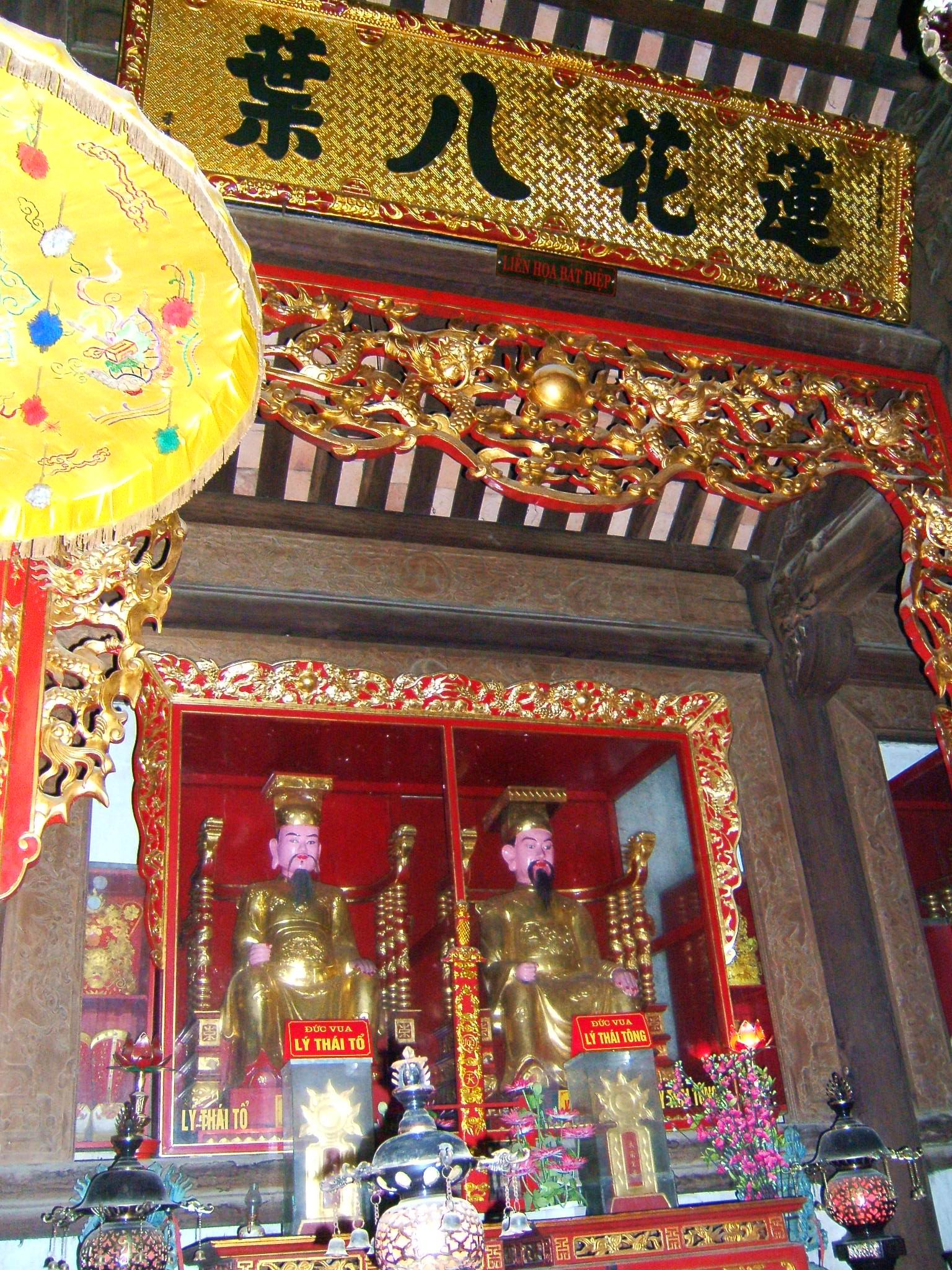

- Temple de Lý Bát Đế (vi)